# シューペリア・エアマンシップ賞
シューペリア・エアマンシップ賞は航空業界における賞で、乗員組合連絡会議（ALPA）によって表彰される。選考はその出来事を再現したビデオや関係者や目撃者の証言などを元に行われる。受賞者の対象となるのは「飛行中に生じた予期せぬ事態を優れた技術で解決したフライトクルー」で、パイロットだけでなく客室乗務員に贈られる場合もある。また、ALPAに所属していることも受賞の条件とされている。

## 受賞者
| 年月日         | 航空会社                             | 受賞者                          | 出来事の内容 |
| -------------- | ------------------------------------ | ------------------------------- | --- |
| 1984年4月21日  | イースタン航空                       | James Robertson機長             | アトランタからグリーンズボロへ向かうイースタン航空494便（マクドネル・ダグラス DC-9）に乗務していた際、第2エンジンの逆噴射装置が誤作動を起こして飛行中に展開し、機体が右へ大きく傾いた。パイロットは素早く第2エンジンを停止し、緊急着陸を行った。 |
| 1984年4月21日  | イースタン航空                       | J.L. Bellmer副操縦士            | アトランタからグリーンズボロへ向かうイースタン航空494便（マクドネル・ダグラス DC-9）に乗務していた際、第2エンジンの逆噴射装置が誤作動を起こして飛行中に展開し、機体が右へ大きく傾いた。パイロットは素早く第2エンジンを停止し、緊急着陸を行った。 |
| 1994年12月24日 | ノースウエスト航空                   | Ronald E. Weldon機長            | ボストンからフォートマイヤーズへ向かうノースウエスト航空969便（ボーイング727）に乗務していた際、スタビライザートリムに深刻な故障が発生し、ピッチ角の調整が困難となった。水平飛行がほぼ不可能な状況下だったが、パイロットは燃料投棄を行った後に緊急着陸を行った。 |
| 1994年12月24日 | ノースウエスト航空                   | Andrew E. Faust副操縦士         | ボストンからフォートマイヤーズへ向かうノースウエスト航空969便（ボーイング727）に乗務していた際、スタビライザートリムに深刻な故障が発生し、ピッチ角の調整が困難となった。水平飛行がほぼ不可能な状況下だったが、パイロットは燃料投棄を行った後に緊急着陸を行った。 |
| 1994年12月24日 | ノースウエスト航空                   | William A. Jensen航空機関士     | ボストンからフォートマイヤーズへ向かうノースウエスト航空969便（ボーイング727）に乗務していた際、スタビライザートリムに深刻な故障が発生し、ピッチ角の調整が困難となった。水平飛行がほぼ不可能な状況下だったが、パイロットは燃料投棄を行った後に緊急着陸を行った。 |
| 1996年6月23日  | コムエアー                           | David M. Mitchell機長           | ナッソーからオーランドへ向かうコムエアー3599便（エンブラエル EMB 120）に乗務していた際、油圧装置が故障したため、すべての着陸装置が展開できなくなった。パイロットは40分ほど空港付近を旋回し、チェックリストの実行などを行ったが着陸装置は展開できず、最終的に胴体着陸を行った。 |
| 1996年6月23日  | コムエアー                           | Hank Clay副操縦士               | ナッソーからオーランドへ向かうコムエアー3599便（エンブラエル EMB 120）に乗務していた際、油圧装置が故障したため、すべての着陸装置が展開できなくなった。パイロットは40分ほど空港付近を旋回し、チェックリストの実行などを行ったが着陸装置は展開できず、最終的に胴体着陸を行った。 |
| 2001年8月23日  | エア・トランザット                   | Robert Piché機長                | トロントからリスボンへ向かうエア・トランザット236便（エアバスA330-243）に乗務していた際、燃料漏れによって両エンジンが停止した。パイロットは機体を滑空させ、約100マイル離れたラジェス航空基地へ緊急着陸を行った。このときの滑空距離は旅客機で行われたものとしては最長だった。 |
| 2001年8月23日  | エア・トランザット                   | Dirk Dejager副操縦士            | トロントからリスボンへ向かうエア・トランザット236便（エアバスA330-243）に乗務していた際、燃料漏れによって両エンジンが停止した。パイロットは機体を滑空させ、約100マイル離れたラジェス航空基地へ緊急着陸を行った。このときの滑空距離は旅客機で行われたものとしては最長だった。 |
| 2002年6月16日  | フェデックス・エクスプレス           | James Almlie機長                | バンコクからスービック湾へ向かうフェデックス5080便（マクドネル・ダグラス MD-11）に乗務していた際、最終進入中に左翼側のフラップが脱落したため機体が左に傾いた。また、左翼の油圧装置も損傷を負い、スポイラーが展開した状態で固着した。パイロットはエンジン出力によって機体を安定させ、ニノイ・アキノ国際空港へ緊急着陸を行った。                                                                                             |
| 2002年6月16日  | フェデックス・エクスプレス           | Mark Abbott副操縦士             | バンコクからスービック湾へ向かうフェデックス5080便（マクドネル・ダグラス MD-11）に乗務していた際、最終進入中に左翼側のフラップが脱落したため機体が左に傾いた。また、左翼の油圧装置も損傷を負い、スポイラーが展開した状態で固着した。パイロットはエンジン出力によって機体を安定させ、ニノイ・アキノ国際空港へ緊急着陸を行った。                                                                                             |
| 2002年10月9日  | ノースウエスト航空                   | John F. Hanson機長              | デトロイトから成田へ向かうノースウエスト航空85便（ボーイング747-451、-400シリーズ試作機）に乗務していた際、方向舵が故障して機体が大きく左に傾いた。パイロットは手動で機体を安定させ、テッド・スティーブンス・アンカレッジ国際空港へ緊急着陸を行った。 |
| 2002年10月9日  | ノースウエスト航空                   | Frank Geib機長                  | デトロイトから成田へ向かうノースウエスト航空85便（ボーイング747-451、-400シリーズ試作機）に乗務していた際、方向舵が故障して機体が大きく左に傾いた。パイロットは手動で機体を安定させ、テッド・スティーブンス・アンカレッジ国際空港へ緊急着陸を行った。 |
| 2002年10月9日  | ノースウエスト航空                   | W. Michael Fagan副操縦士        | デトロイトから成田へ向かうノースウエスト航空85便（ボーイング747-451、-400シリーズ試作機）に乗務していた際、方向舵が故障して機体が大きく左に傾いた。パイロットは手動で機体を安定させ、テッド・スティーブンス・アンカレッジ国際空港へ緊急着陸を行った。 |
| 2002年10月9日  | ノースウエスト航空                   | David Smith副操縦士             | デトロイトから成田へ向かうノースウエスト航空85便（ボーイング747-451、-400シリーズ試作機）に乗務していた際、方向舵が故障して機体が大きく左に傾いた。パイロットは手動で機体を安定させ、テッド・スティーブンス・アンカレッジ国際空港へ緊急着陸を行った。 |
| 2005年6月9日   | USエアウェイズ                       | Henry Jones機長                 | ボストンからフィラデルフィアへ向かうUSエアウェイズ1170便（ボーイング737-3B7）に乗務していた際、ローガン国際空港からの離陸時に、管制官のミスによりエアリンガス132便とニアミス事故を起こした。1170便の副操縦士が離陸速度に達した後にニアミスに気付き、衝突を回避するため離陸を遅らせた。 |
| 2005年6月9日   | USエアウェイズ                       | James Dannahower副操縦士        | ボストンからフィラデルフィアへ向かうUSエアウェイズ1170便（ボーイング737-3B7）に乗務していた際、ローガン国際空港からの離陸時に、管制官のミスによりエアリンガス132便とニアミス事故を起こした。1170便の副操縦士が離陸速度に達した後にニアミスに気付き、衝突を回避するため離陸を遅らせた。 |
| 2006年7月23日  | ユナイテッド航空                     | Scott Stoops機長                | シカゴからデンバーへ向かうユナイテッド航空1015便（ボーイング737-300）に乗務していた際、シカゴ・オヘア国際空港からの離陸時にアトラス航空のボーイング747とニアミスを起こした。パイロットは素早く離陸を行い、高い上昇率を維持することで衝突を回避した。 |
| 2006年7月23日  | ユナイテッド航空                     | Brad Loper副操縦士              | シカゴからデンバーへ向かうユナイテッド航空1015便（ボーイング737-300）に乗務していた際、シカゴ・オヘア国際空港からの離陸時にアトラス航空のボーイング747とニアミスを起こした。パイロットは素早く離陸を行い、高い上昇率を維持することで衝突を回避した。 |
| 2006年11月21日 | ジャズ航空                           | Michael Nelson機長              | バンクーバーからプリンス・ジョージへ向かうジャズ航空8205便（ボンバルディア CRJ-200）に乗務していた際、プリンス・ジョージ空港への進入中にフラップが全開位置で固着した。パイロットは着陸復航を行い、フォート・セント・ジョン空港へ緊急着陸した。緊急着陸を行った時点で機体には約7-8分ほどの燃料しか残されていなかった。 |
| 2006年11月21日 | ジャズ航空                           | Paul Cafouros副操縦士           | バンクーバーからプリンス・ジョージへ向かうジャズ航空8205便（ボンバルディア CRJ-200）に乗務していた際、プリンス・ジョージ空港への進入中にフラップが全開位置で固着した。パイロットは着陸復航を行い、フォート・セント・ジョン空港へ緊急着陸した。緊急着陸を行った時点で機体には約7-8分ほどの燃料しか残されていなかった。 |
| 2008年1月25日  | ユナイテッド航空                     | Everett Ross Miller機長         | ニューアークからデンバーへ向かうユナイテッド航空731便（エアバスA320-232）に乗務していた際、ニューアーク・リバティー国際空港からの離陸直後に電気系統の故障に見舞われた。フライトディスプレイに表示される計器のほとんどが消え、残りの計器も誤作動を起こし、管制官との交信もできなくなった。管制官は交信が出来ないにもかかわらず731便の進路上の航空機を待避させ、パイロットはニューアーク・リバティー国際空港へ緊急着陸した。 |
| 2008年1月25日  | ユナイテッド航空                     | Douglas Cochran副操縦士         | ニューアークからデンバーへ向かうユナイテッド航空731便（エアバスA320-232）に乗務していた際、ニューアーク・リバティー国際空港からの離陸直後に電気系統の故障に見舞われた。フライトディスプレイに表示される計器のほとんどが消え、残りの計器も誤作動を起こし、管制官との交信もできなくなった。管制官は交信が出来ないにもかかわらず731便の進路上の航空機を待避させ、パイロットはニューアーク・リバティー国際空港へ緊急着陸した。 |
| 2008年5月7日   | コンパス航空                         | Steven Peterka機長              | ミネアポリスからレジャイナへ向かうコンパス航空2040便（エンブラエル175）に乗務していた際、機体後部のトイレで火災が発生した。客室乗務員の女性が消火活動を行い、パイロットはファーゴへの緊急着陸を行った。後にこの火災は19歳の客室乗務員の男性が放火したために発生したと判明した。 |
| 2008年5月7日   | コンパス航空                         | Clifton Lee Cain副操縦士        | ミネアポリスからレジャイナへ向かうコンパス航空2040便（エンブラエル175）に乗務していた際、機体後部のトイレで火災が発生した。客室乗務員の女性が消火活動を行い、パイロットはファーゴへの緊急着陸を行った。後にこの火災は19歳の客室乗務員の男性が放火したために発生したと判明した。 |
| 2008年5月7日   | コンパス航空                         | Gloria Heurematte（客室乗務員） | ミネアポリスからレジャイナへ向かうコンパス航空2040便（エンブラエル175）に乗務していた際、機体後部のトイレで火災が発生した。客室乗務員の女性が消火活動を行い、パイロットはファーゴへの緊急着陸を行った。後にこの火災は19歳の客室乗務員の男性が放火したために発生したと判明した。 |
| 2009年4月26日  | コンチネンタル航空                   | Brent Black機長                 | ニューアークからサンフランシスコへ向かうコンチネンタル航空348便（ボーイング757-300）に乗務していた際、離陸直後に左エンジンが爆発した。着陸重量が通常よりも重かったため、パイロットは非常に早い速度で進入を行った:14-15。 |
| 2009年4月26日  | コンチネンタル航空                   | Steven Wycoff機長               | ニューアークからサンフランシスコへ向かうコンチネンタル航空348便（ボーイング757-300）に乗務していた際、離陸直後に左エンジンが爆発した。着陸重量が通常よりも重かったため、パイロットは非常に早い速度で進入を行った:14-15。 |
| 2009年4月26日  | コンチネンタル航空                   | Daniel Montgomery副操縦士       | ニューアークからサンフランシスコへ向かうコンチネンタル航空348便（ボーイング757-300）に乗務していた際、離陸直後に左エンジンが爆発した。着陸重量が通常よりも重かったため、パイロットは非常に早い速度で進入を行った:14-15。 |
| 2009年6月11日  | アトランティック・サウスイースト航空 | Paul Ivey機長:14-16             | コロンバスからアトランタへ向かうアトランティック・サウスイースト航空5414便（ボンバルディア CRJ-200）に乗務していた際、左側の主脚が展開できなくなった。パイロットは最も長い滑走路を要求し、左翼をできるだけ滑走路面から離すように着陸させた:14-16。 |
| 2009年6月11日  | アトランティック・サウスイースト航空 | Edward Paterson副操縦士:14-16   | コロンバスからアトランタへ向かうアトランティック・サウスイースト航空5414便（ボンバルディア CRJ-200）に乗務していた際、左側の主脚が展開できなくなった。パイロットは最も長い滑走路を要求し、左翼をできるだけ滑走路面から離すように着陸させた:14-16。 |
| 2009年10月20日 | ジャズ航空                           | Paul Ivey機長:14-16             | クランブルックからバンクーバーへ向かうジャズ航空8216便（デ・ハビランド・カナダ DHC-8-311）に乗務していた際、フロントガラスのヒーターから炎が上がった。火災はすぐに収まったが、窓ガラスに亀裂が生じた。亀裂によって視界が制限されたが、パイロットは緊急着陸を行った:14-16 |
| 2009年10月20日 | ジャズ航空                           | Edward Paterson副操縦士:14-16   | クランブルックからバンクーバーへ向かうジャズ航空8216便（デ・ハビランド・カナダ DHC-8-311）に乗務していた際、フロントガラスのヒーターから炎が上がった。火災はすぐに収まったが、窓ガラスに亀裂が生じた。亀裂によって視界が制限されたが、パイロットは緊急着陸を行った:14-16 |
| 2009年12月25日 | アメリカン・イーグル                 | Mark Davis機長:14-16            | ミッドランドからダラスへ向かうアメリカン・イーグル4756便（ATR 72）に乗務していた際、昇降舵が不具合を起こして一時的に動作が制限された。1度目の着陸進入では再び動作が制限されたため着陸復航を行い、2度目の進入で安全に着陸した:14-16。 |
| 2009年12月25日 | アメリカン・イーグル                 | Andres Rubio副操縦士:14-16      | ミッドランドからダラスへ向かうアメリカン・イーグル4756便（ATR 72）に乗務していた際、昇降舵が不具合を起こして一時的に動作が制限された。1度目の着陸進入では再び動作が制限されたため着陸復航を行い、2度目の進入で安全に着陸した:14-16。 |
| 2010年1月10日  | ユナイテッド航空                     | Dale Nordhausen機長             | シカゴからニューアークへ向かうユナイテッド航空634便（エアバスA319-100）に乗務していた際、右主脚がロックできなくなった。パイロット着陸装置の状態を確認して貰うため、一度低高度で滑走路上を飛行した後、緊急着陸を行った |
| 2010年1月10日  | ユナイテッド航空                     | John Eskuri副操縦士             | シカゴからニューアークへ向かうユナイテッド航空634便（エアバスA319-100）に乗務していた際、右主脚がロックできなくなった。パイロット着陸装置の状態を確認して貰うため、一度低高度で滑走路上を飛行した後、緊急着陸を行った |
| 2010年8月8日   | アラスカ航空                         | Steve Cleary機長                | シトカからシアトルへ向かうアラスカ航空68便（ボーイング737-400）に乗務していた際、離陸滑走中にバードストライクが発生し、左エンジンが故障した。機長は素早く操縦を代わり、離陸中止を試みた。機体が滑走路端で停止するまで副操縦士は距離と速度を読み上げ続けた。 |
| 2010年8月8日   | アラスカ航空                         | Michael Hendrix副操縦士         | シトカからシアトルへ向かうアラスカ航空68便（ボーイング737-400）に乗務していた際、離陸滑走中にバードストライクが発生し、左エンジンが故障した。機長は素早く操縦を代わり、離陸中止を試みた。機体が滑走路端で停止するまで副操縦士は距離と速度を読み上げ続けた。 |
| 2012年4月3日   | エクスプレスジェット航空             | Micah Peery機長                 | ピオリアからデンバーへ向かうエクスプレスジェット航空5912便（エンブラエル ERJ 145）に乗務していた際、着陸進入中に右エンジンが故障し、コックピット内に煙が充満した。パイロットは計器着陸を継続し、着陸後に緊急脱出を実行した。 |
| 2012年4月3日   | エクスプレスジェット航空             | Andrew Kinnear副操縦士          | ピオリアからデンバーへ向かうエクスプレスジェット航空5912便（エンブラエル ERJ 145）に乗務していた際、着陸進入中に右エンジンが故障し、コックピット内に煙が充満した。パイロットは計器着陸を継続し、着陸後に緊急脱出を実行した。 |
| 2014年12月23日 | デルタ航空                           | James Judkins機長               | アトランタからサバンナへ向かうデルタ航空1990便（ボーイング717）に乗務していた際、電気的な故障に見舞われ、複数の計器に障害が生じた。パイロットは視界の悪い中、自動操縦やフライト・ディレクターなどが使用不能の状態で緊急着陸を行った |
| 2014年12月23日 | デルタ航空                           | Michael Oates副操縦士           | アトランタからサバンナへ向かうデルタ航空1990便（ボーイング717）に乗務していた際、電気的な故障に見舞われ、複数の計器に障害が生じた。パイロットは視界の悪い中、自動操縦やフライト・ディレクターなどが使用不能の状態で緊急着陸を行った |
| 2015年5月11日  | エクスプレスジェット航空             | Terry VanHoose機長              | ヒューストンからサン・ルイス・ポトシへ向かうエクスプレスジェット航空4291便（エンブラエル ERJ 145）に乗務していた際、エア・データ・コンピュータと予備の対気速度計が使用不能となった。パイロットは悪天候の中、サンアントニオ国際空港への緊急着陸を行った |
| 2015年5月11日  | エクスプレスジェット航空             | Mark Moser副操縦士              | ヒューストンからサン・ルイス・ポトシへ向かうエクスプレスジェット航空4291便（エンブラエル ERJ 145）に乗務していた際、エア・データ・コンピュータと予備の対気速度計が使用不能となった。パイロットは悪天候の中、サンアントニオ国際空港への緊急着陸を行った |
| 2015年5月11日  | ヴァージン・アメリカ                 | Anthony Ristaino機長            | ダラスからニューヨークへ向かうヴァージン・アメリカ762便（エアバスA319-100）に乗務していた際、方向舵が左に偏向した状態で固着した。パイロットは左右のエンジン出力を調整することで機体を安定させ、緊急着陸を行った。 |
| 2015年5月11日  | ヴァージン・アメリカ                 | John Grieff副操縦士             | ダラスからニューヨークへ向かうヴァージン・アメリカ762便（エアバスA319-100）に乗務していた際、方向舵が左に偏向した状態で固着した。パイロットは左右のエンジン出力を調整することで機体を安定させ、緊急着陸を行った。 |
| 2018年2月13日  | ユナイテッド航空                     | Christopher Behnam機長          | サンフランシスコからホノルルへ向かうユナイテッド航空1175便（ボーイング777-200）に乗務していた際、右エンジンのファンブレードが脱落し、エンジンが大きく損傷した。自動操縦などが使用不能になったが、パイロットは客室からエンジンの損傷を確認した後、目的地のホノルル国際空港へ緊急着陸を行った。 |
| 2018年2月13日  | ユナイテッド航空                     | Paul Ayers機長                  | サンフランシスコからホノルルへ向かうユナイテッド航空1175便（ボーイング777-200）に乗務していた際、右エンジンのファンブレードが脱落し、エンジンが大きく損傷した。自動操縦などが使用不能になったが、パイロットは客室からエンジンの損傷を確認した後、目的地のホノルル国際空港へ緊急着陸を行った。 |
| 2018年2月13日  | ユナイテッド航空                     | Ed Gagarin副操縦士              | サンフランシスコからホノルルへ向かうユナイテッド航空1175便（ボーイング777-200）に乗務していた際、右エンジンのファンブレードが脱落し、エンジンが大きく損傷した。自動操縦などが使用不能になったが、パイロットは客室からエンジンの損傷を確認した後、目的地のホノルル国際空港へ緊急着陸を行った。 |